# Freycinetův gabarit

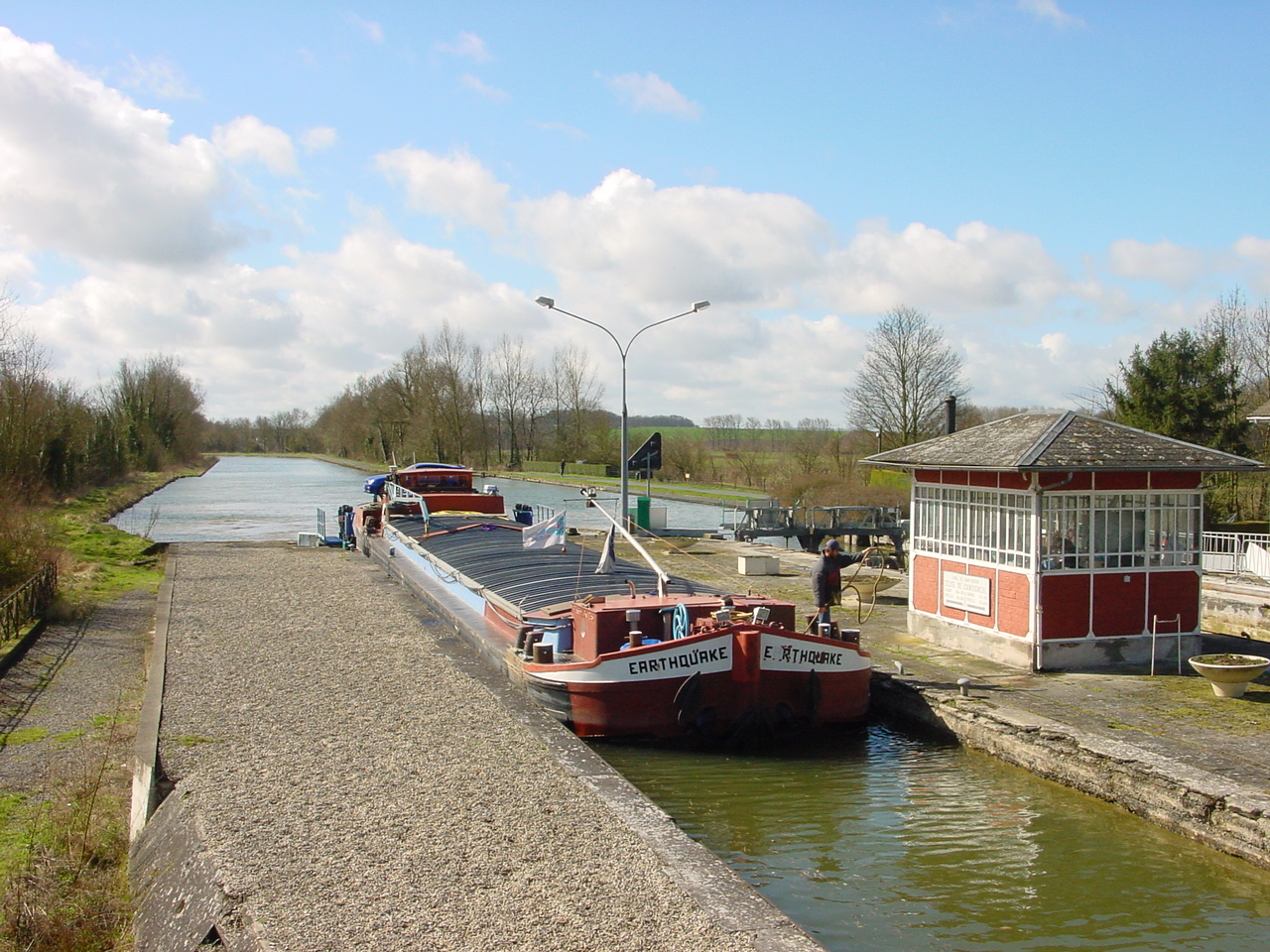
Plavební komora a loď typu Péniche dle Freycinetova gabaritu na průplavu Saint-Quentin

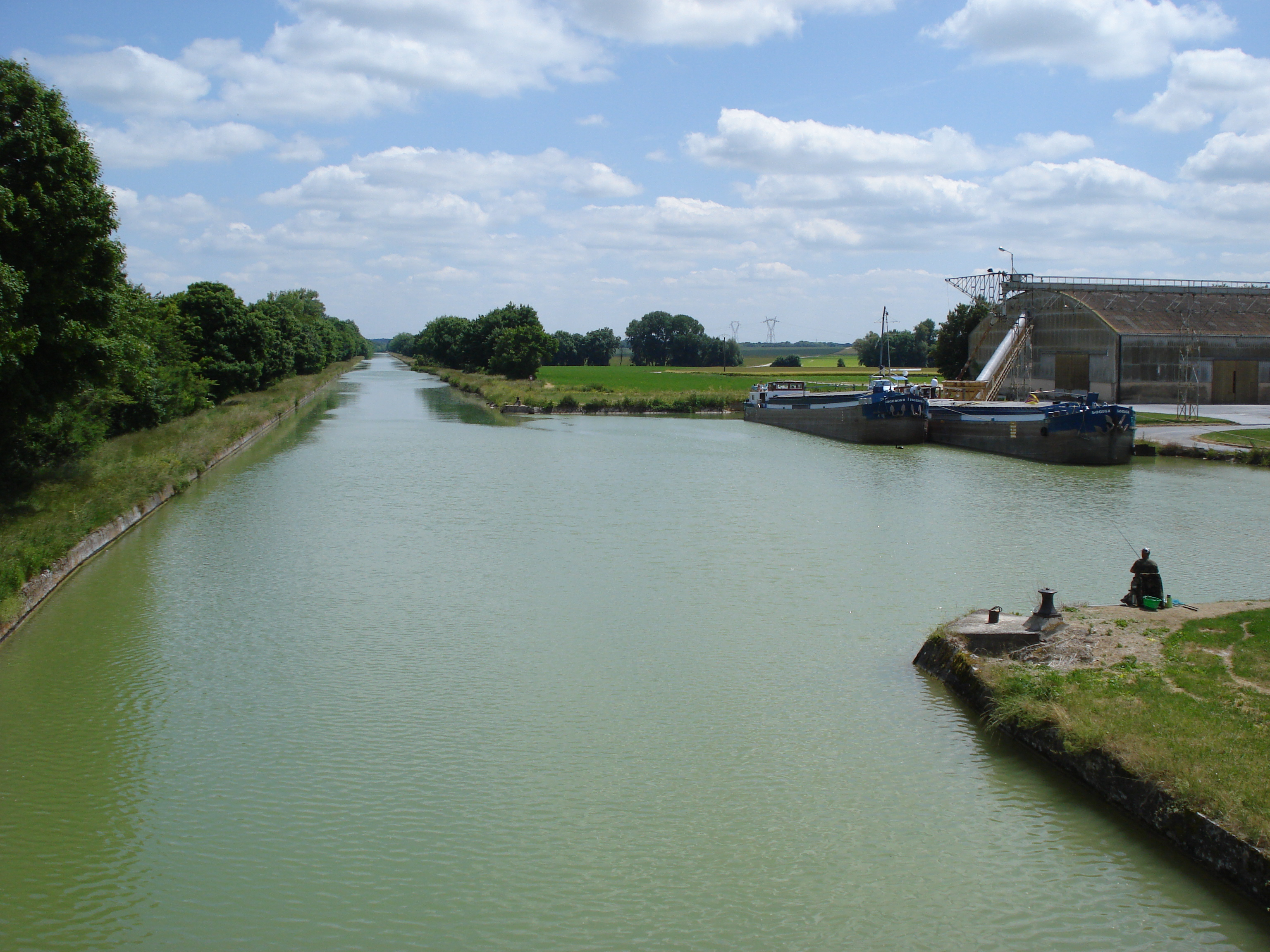
Průplav Aisné - Marna nedaleko Courmelois

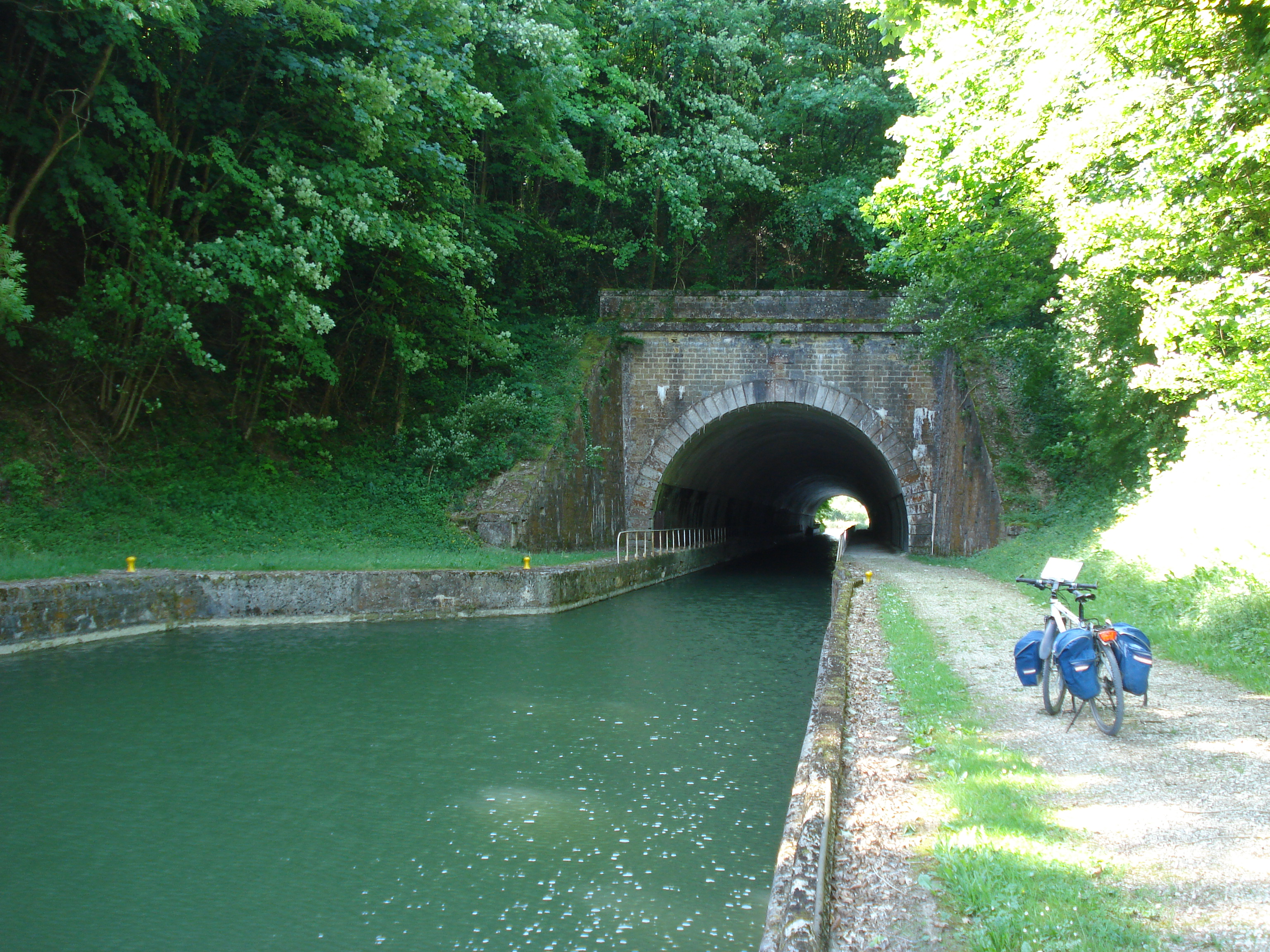
Ardenský průplav, tunnel deSaint-Aignan

Freycinetův gabarit (francouzsky Gabarit Freycinet) je standard pro parametry vodních cest, platný od 5. srpna 1879 na základě zákona, schváleného během působení Charlese de Freycinet jako předsedy vlády Francie. Zákon určuje minimální rozměry plavebních komor na 39 m délky, 5,2 m šířky a minimální hloubku vody 2,2 m. Určena je i minimální podjezdná výška mostů a ostatních staveb postavených na vodních cestách na 3,7 m. Maximální rozměry lodí, postavených pro tento standard byly určeny na 38,5 m délky, 5,05 m šířky a ponor 1,8 m, přičemž dosahovaly nosnosti 300 až 350 tun (loď typu péniche).
Na konci 19. a začátku 20. století bylo na Freycinetův gabarit modernizováno mnoho francouzských průplavů. Celkem pak existovalo ve Francii 5800 km splavných vodních cest odpovídajících tomuto standardu.
Freycinetův gabarit dnes odpovídá třídě I evropské klasifikace vnitrozemských vodních cest. Tyto vodní cesty nejsou v současnosti považovány za perspektivní pro nákladní plavbu, ale nabývají na významu pro plavbu rekreační. Přesto bylo ve Francii ještě v roce 2001 na těchto vodních cestách přepraveno 23% výkonu francouzské vnitrozemské plavby.